# Leon Shamroy
Leon Shamroy (Nova Iorque, 16 de julho de 1901 - Los Angeles, 7 de julho de 1974) foi um diretor de fotografia norte-americano conhecido por seu trabalho em filmes da 20th Century Fox filmados em Technicolor. Ele e Charles Lang dividem o recorde de mais indicações ao Oscar de Fotografia. Durante sua carreira de meio século, ele ganhou 18 indicações com 4 vitórias, dividindo o recorde de vitórias com Joseph Ruttenberg.

## Prêmios

### Óscar
- Cleopatra (1963)
- Leave Her to Heaven (1945)
- Wilson (1944)
- The Black Swan (1942)

### Indicações ao Óscar
- The Agony and the Ecstasy (1965)
- The Cardinal (1963)
- Porgy and Bess (1959)
- South Pacific (1958)
- The King and I (1956)
- Love Is a Many-Splendored Thing (1955)
- The Egyptian (1954)
- The Robe (1953)
- The Snows of Kilimanjaro (1952)
- David and Bathsheba (1951)
- Prince of Foxes (1949)
- Ten Gentlemen from West Point (1942)
- Down Argentine Way (1940)
- The Young in Heart (1938)